# Разіє Султан
Разіє Ханим Султан (тур. Raziye Sultan; 1525—1553) — турецька султана та поетеса. Донька Сулеймана І і Махідевран-султан. У шлюбі з Ташлиджали мала двох доньок. У біографії Розіє-султан дуже багато прогалин та невідповідностей. Історик Алдерсон стверджував, що Сулейман не мав такої доньки.

## Біографія
Народилась 1525, через 3 місяці після народження її брата Баязида, сина Сулеймана I і Гюррем. Була дочкою Сулеймана I і Махідевран-султан.
Перші роки Разіє-султан провела в гаремі Топкапи. Однак у 1533 році, коли її рідний брат Мустафа став санджак-беєм Сарухана, султана разом із матір'ю переїхала до палацу Маніси.
Існує дві версії того, як проходило дорослішання Розіє. За однією, Махідевран, залишивши Топкапи, вирішила залишити дочку в Стамбулі і передала її на виховання молочному братові падишаха. Так Розіє-султан стала духовною дочкою Ях'ї-ефенді, молочного брата султана Сулеймана. За іншою версією, пані весь час залишалася з матір'ю та братом: спочатку в Манісі, а потім в Амасьї. Так вона й познайомилася з Ташлиджали. Суперечки з приводу шлюбу Розіє-султан ведуться досі. Деякі джерела стверджують, що султана була дружиною Ташлиджали Ях'ї-бея. Однак ніде не згадується, що чоловік був зятем султана. Існує думка, що Розія була одружена з іншим Ях'єй-беєм. Чоловіка звали Закарізаде Яхья, який пережив дружину і помер після 1600 року. Проте шлюб із Ташлиджали не можна спростовувати повністю.
Разіє-султан народила від Ях'ї-бея двох дочок: Сафіє та Еліф. Про долю дівчаток нічого невідомо. Можливо, їх видали за впливових паш, і більше ніде про них не згадували.
Разіє-султан померла восени 1570 року з невідомих причин, можливо через страту брата, шехзаде Мустафи. Похована поряд зі своїм духовним отцем Ях'єю-ефенді.
У «Sicill-i Osmani» («Реєстр Османів») зазначено, що Розія похована в тюрбі Ях'ї-ефенді. І таке поховання справді є. І на ньому написано «Безтурботна Розія Султан, кровна дочка Кануні Султана та духовна дочка Ях'ї Ефенді».

## Мистецтво
Разіє є однією з другорядних персонажок турецького телесеріалу «Величне століття. Роксолана» (2011—2014), в якому є дочкою султана Сулеймана і наложниці Назенін.